# روابط اندونزی و مالزی
روابط مالزی و اندونزی (انگلیسی: Indonesia–Malaysia relations)، اندونزی و مالزی در سال ۱۹۵۷ روابط دیپلماتک برقرار کردند. روابط بین این دو کشور، یکی از مهم‌ترین روابطه دوجانبه در منطقه جنوب شرق آسیا است.
اندونزی و مالزی دو ملت همجوار هستند که در بسیاری از جهات، دارای وجه مشترک هستند.هر دو کشور مالزی و اندونزی داری ویژگی‌های مشترک زیادی از قبیل چارچوب استاندارد مرجع تاریخ، فرهنگ و مذهب هستند. هرچند دو کشور، جدا از هم و کشورهایی مستقل می‌باشند ولی در عین حال دارای موارد وجه مشترک ریشه داری هستند. زبان‌های ملی اندونزیایی و مالایی مالزیایی به هم نزدیک بوده و تا حد زیادی برای طرف مقابل قابل فهم می‌باشد. هر دو کشور دارای اکثریت مسلمان، اعضاء بنیانگذار آسه‌آن و سازمان همکاری‌های اقتصادی آسیا–پاسفیک، همچنین عضو جنبش عدم تعهد، گروه هشت کشور اسلامی در حال توسعه، سازمان ملل متحد و سازمان همکاری اسلامی هستند.
اگرچه دو ملت از طریق مذهب، زبان، در جوار یکدیگر قرار گرفتن و میراث فرهنگی مشترکی که قدمت آن به قرن‌ها قبل بازمی‌گردد به یکدیگر پیوند خورده‌اند ولی به خاطر اینکه آنها اغلب درگیر کشمکش دیپلماتیک با یکدیگر هستند، روابط بین این دو کشور غیردوستانه شناخته شده است. از وقتی که این دو کشور به استقلال دست پیدا کردند، مالزی و اندونزی در امور توسعه افتصادی، سیاسی و اجتماعی مربوط به کشور خود، در دو مسیر مخالف هم پیش رفته‌اند که اغلب آنها را به سمت تنش‌های جدی متقابل سوق می‌دهد.